# Scambus intermedius
Scambus intermedius là một loài tò vò trong họ Ichneumonidae.